# Roberto Pidone
Roberto Pidone (Castelnuovo di Garfagnana, 25 novembre 1954) è un allenatore di calcio ed ex calciatore italiano, di ruolo difensore.

## Carriera

### Giocatore
Nel ruolo di terzino, muove i primi passi della sua carriera nel 1973 in Serie C con la maglia del Pisa. Dopo due anni in cui colleziona con i nerazzurri 6 presenze, viene girato alla Nuova Vibonese che milita in Serie D ed in seguito gioca per due anni con l'Alcamo.
Nel 1978-1979 è alla Palmese in Serie C2 e l'anno successivo sale di categoria passando alla Cavese. Con i metelliani rimane per cinque annate, vincendo il campionato di Serie C1 1980-1981 ed approdando alla Serie B, categoria in cui disputa 101 partite in tre anni con la maglia della Cavese.
Passato al Catania, gioca per un'altra stagione in Serie B per poi passare al Foggia e disputare due campionati di Serie C1, ed infine tornare a Cava de' Tirreni e giocare la sua ultima stagione da professionista in Serie C2 nel 1988.
In carriera ha totalizzato complessivamente 134 presenze ed una rete (in occasione del pareggio interno del Catania col Parma del 21 ottobre 1984) in Serie B.

### Allenatore
Terminata la carriera da calciatore, diventa allenatore guidando alcuni club nei campionati dilettantistici tra cui Scafatese, Ruggiero Lauria e Sapri. Nel 2004-2005 è vice di Salvatore Campilongo alla guida della Cavese.

## Palmarès

### Giocatore

#### Competizioni nazionali
- Campionato italiano Serie C1: 1

Cavese: 1980-1981

### Allenatore

#### Competizioni regionali
- Eccellenza: 2

Scafatese: 1999-2000
Sapri: 2002-2003